# Son Frígola
Son Frígola és una possessió del terme municipal de Llucmajor, Mallorca, situada al nord, a la carretera que uneix Llucmajor amb Porreres.
La possessió de Son Frígola correspon a les terres que el segle xiii formaven les alqueries islàmiques de Benicalvell i Jusana. El 1461, fou venuda pels Oliver al cavaller Tomàs Frígola que donà nom a la possessió. El segle xvi estava dividida en les possessions de Son Frígola Major i Son Frígola del magnífic Rafel Frígola, també anomenades respectivament Son Frígola de Baix i Son Frígola d'Amunt. El 1631 tenia cases, celler, alambins i molí de sang. Les terres, considerades de les millors del terme, estaven dedicades a la vinya i al conreu de cereals. Fins al segle xx, membres de la família Frígola foren jurats, batles i figures de relleu a Llucmajor.

## Construccions
Les cases de la possessió es disposen en forma d'"U" al voltant d'una clastra. Estan integrades per l'habitatge dels amos (amb capella interior), l'habitatge dels senyors i les diverses dependències agropecuàries annexes a l'habitatge dels senyors (sestadors, estables i portassa). Els habitatges dels amos i dels senyors es troben separades en volums diferents, però aquests estan adossats exteriorment formant un angle de 90° i s'intercomuniquen a l'interior. Al voltant de les cases principals i de forma aïllada es disposen la resta d'instal·lacions agrícola-ramaderes: unes solls en runes, un graner, una vaqueria, una pallissa, una portassa i un molí de vent actualment en desús i del que només se'n conserva la torre.